# Hamburgo S.V.
El Hamburger Sport-Verein e. V. (en español, Club Deportivo Hamburgo), comúnmente conocido como Hamburgo o por sus siglas HSV, es un club de fútbol con sede en Hamburgo, Alemania. A partir de la temporada 2025-26 jugará en la 1. Bundesliga, tras 7 años de ausencia.
El actual HSV fue fundado el 2 de junio de 1919 luego de una fusión de tres clubes, traza oficialmente su origen al 29 de septiembre de 1887 cuando se fundó el primero de sus predecesores, el SC Germania convirtiéndolo en uno de los más antiguos del país. El HSV posee la singular distinción de haber jugado continuamente en la primera división del sistema de ligas alemán desde el final de la Primera Guerra Mundial. El Hamburgo jugó en la Bundesliga desde la fundación de la misma, en 1963, hasta su histórico descenso en 2018, siendo el club fundador de la liga alemana que más temporadas disputó en la máxima categoría sin descender, superado en 2021 por el Bayern Múnich.
El equipo es uno de los clubes más populares del fútbol alemán, ha ganado el campeonato nacional / Bundesliga seis veces, la DFB-Pokal tres veces y la DFL-Ligapokal dos veces. Además, ganaron dos títulos internacionales: La Recopa de Europa 1976-77 y la Copa de Europa 1982-83 sumando un total de trece títulos. El jugador más destacado que pasó por el equipo y jugó en la selección alemana fue Felix Magath.
La equipación local del club es camiseta blanca, pantalón corto rojo y medias azul y negro. El apodo más común del equipo es "die Rothosen" (los Pantalones Rojos). Como es uno de los clubes más antiguos de Alemania, también se conoce como el "der Dinosaurier" (el Dinosaurio). Su principal rivalidad histórica es con otro histórico equipo alemán, S. V. Werder Bremen, con el que disputan el «Nordderby» o derbi del Norte, y con el F.C. San Pauli, con sede en Hamburgo, con el cual disputan el "Hamburg Stadtderby" o derbi de Hamburgo. También es muy famosa su rivalidad con el Bayern Múnich, el equipo más exitoso del país.

## Historia

### Inicios hasta la Segunda Guerra Mundial
El Hamburg Sport-Verein (HSV) remonta su origen a la fusión del Der Hohenfelder Sportclub y el Wandsbek-Marienthaler Sportclub el 29 de septiembre de 1887 para formar el SC Germania Hamburg, al que normalmente se hace referencia como SC Germania. Este fue el primero de tres clubes que se fusionaron el 2 de junio de 1919 para crear el HSV en su forma actual. El Hamburgo en su estatus de club reconoce la fundación del SC Germania como su propia fecha de origen. Los otros dos clubes en la fusión de junio de 1919 fueron el Hamburg FC fundado en 1888 y el FC Falke Eppendorf que se remonta a 1906. La fusión se produjo debido a que los clubes se habían visto gravemente debilitados por el impacto de la Primera Guerra Mundial en personal y las finanzas y no podían continuar como entidades separadas.
El SC Germania se formó originalmente como un club de atletismo y no comenzó a jugar al fútbol hasta 1891, cuando algunos ingleses se unieron al club y lo introdujeron. El club tuvo su primer éxito en 1896, ganando el campeonato Hamburg-Altona por primera vez luego lo conseguiría cuatro veces más. El jugador alemán Hans Nobiling emigró a Brasil a finales del siglo XIX, donde se convirtió en un importante pionero del juego, pieza clave en la fundación de SC Internacional, el tercer club más antiguo del país, para posteriormente formar parte del São Paulo F.C en 1938 y SC Germânia también del estado paulista, que después sería el E.C. Pinheiros, uno de los principales clubes deportivos de Brasil de aquella época.
El Hamburgo SC 1888 fue fundado por estudiantes el 1 de junio de 1888. Posteriormente tuvo vínculos con un equipo juvenil llamado FC Viktoria 95 y, durante la Primera Guerra Mundial, fue temporalmente conocida como Viktoria Hamburg 88. El SC Germania y Hamburgo SC 1888 estaban entre los 86 clubes que fundaron la Deutscher Fußball-Bund (DFB; Asociación de Fútbol Alemana) en Leipzig el 28 de enero de 1900. El FC Falke fue fundado por estudiantes en Eppendorf el 5 de marzo de 1906, pero nunca fue un equipo exitoso y jugó en ligas inferiores.
El recién formado Hamburgo SV se convirtió rápidamente en un club competitivo y disputó la final nacional de 1922 contra el 1. FC Nürnberg, que jugaba por su tercer título consecutivo. El juego fue cancelado debido a la oscuridad después de tres horas y diez minutos de juego, empatados en 2-2. La reanudación entró en tiempo extra, y en una era que no permitía sustituciones, ese juego fue cancelado en 2-2 cuando Núremberg se quedó con sólo siete jugadores (dos resultaron heridos, dos habían sido expulsados) y el árbitro falló que no podían continuar. Luego de discusiones considerables sobre la decisión la DFB adjudicó la victoria a HSV, pero les instó a rechazar el título en nombre de la buena deportividad. En última instancia, el trofeo Viktoria no fue presentado oficialmente ese año.
El primer éxito de HSV se logró en el campeonato de fútbol alemán de 1923 cuando ganaron el título nacional contra el Unión Oberschöneweide. No lograron defender el título en 1924, perdiendo la final en Núremberg, pero levantaron de nuevo al Viktoria en 1928 cuando derrotaron al Hertha BSC 5-2 en el Altonaer Stadion en la final.
La toma del poder por los nazis condujo a cambios significativos en la liga de fútbol alemán. Hubo 16 ligas regionales que se implementaron con el nombre de Gauliga, estas eran las categorías más altas en el escalafón de campeonatos en el fútbol alemán.
Hamburgo disfrutó del éxito local en la Gauliga Nordmark, también conocida como la Gauliga Hamburg, ganando el campeonato de liga en 1937, 1938, 1939, 1941 y 1945. A nivel nacional el club no tuvo éxito perdiendo las semifinales en 1938 Y 1939 sus mejores actuaciones en este período. Su principal rival en la Gauliga en esos años fue el Eimsbütteler TV.
Su máximo goleador y figura por estos años era Rudolf Noack, el goleador del equipo en varias oportunidades.

### Posguerra y el dominio en la Oberliga
La primera temporada posguerra del Hamburgo fue en la recién formada Stadtliga Hamburg donde ganó un campeonato en 1946. El club también ganó el recién creado campeonato de la zona de ocupación británica en 1947 donde venció por 1:0 en Düsseldorf al Borussia Dortmund y en 1948 ganándole en la final al otro equipo de la ciudad, el FC St. Pauli por 6:1, después de ir perdiendo al descanso por 2:1, estos dos campeonatos fueron las únicas dos temporadas de esta competición.
El HSV se convirtió en el primer equipo alemán en recorrer los Estados Unidos después de la Segunda Guerra Mundial en mayo de 1950 y salió con un récord de 6-0.
Jugando en el Oberliga Nord después de la reanudación de la liga posguerra en Alemania Occidental en 1947, el Hamburgo se convirtió en un club regional aterradoramente dominante. En 16 temporadas de 1947-48 a 1962-63, lograron el título de la Oberliga 15 veces, solamente en la temporada 1953-54 quedaron en el 11.º lugar algo totalmente inusual, donde el Hannover 96 se alzó con el título. Durante este período, anotaron más de 100 goles en cada una de las temporadas de 1951, 1955, 1961 y 1962. En 1953, debutaba el goleador y líder del equipo, Uwe Seeler. En nueve temporadas, anotó 267 goles en 237 partidos de la Oberliga.
En este periodo comenzó a incrementarse la rivalidad con el Werder Bremen ya que era el equipo que le disputaba los campeonatos, aunque en ninguna ocasión logró hacerse con uno.
Los títulos nacionales, sin embargo, eran más difíciles de conseguir. En 1956, el HSV alcanzó la final de la DFB-Pokal pero fue superado por el Karlsruher SC. Seguido por las finales pérdidas del campeonato nacional ante el Borussia Dortmund en 1957 y el Schalke 04 en 1958.
En 1960, el equipo se convirtió en campeón alemán por primera vez desde 1928, derrotando al 1. FC Colonia por 3-2 en la final del campeonato. Seeler, que anotó dos goles en la final, fue nombrado Jugador del Año de Alemania Occidental.
Como campeones nacionales, el HSV representó a Alemania Occidental en la Copa de Campeones de Europa 1960-61. El primer partido del club en la competición europea fue una derrota de 5-0 contra el club suizo BSC Young Boys en Berna, logró darle vuelta con un 8-3 en el marcador global. En cuartos de final, derrotó al campeón inglés Burnley antes de ser derrotado 1-0 por el Barcelona en la fase de semifinales en un partido de playoff —tercer partido— después de quedar igualados en los dos partidos 2-2 en el marcador global. La multitud de 77 600 en el Volksparkstadion para el partido de ida contra el Barcelona sigue siendo la asistencia récord para un partido en casa del Hamburgo.

### Entrada en la Bundesliga
Poco después, se formó la primera liga profesional de fútbol de Alemania, la Bundesliga, con Hamburgo como uno de los 16 clubes invitados a unirse a la primera temporada. El club tiene la distinción de ser el único equipo original de la Bundesliga que ha jugado continuamente en la primera división desde la formación de la liga en 1963 hasta su descenso a la segunda división en 2018. Además es el equipo que ha jugado en más oportunidades el campeonato alemán con el antiguo formato a la Bundesliga. Habían compartido ese estatus especial de nunca relegado con el Eintracht Frankfurt y el 1. FC Kaiserslautern hasta 1996, y con el 1. FC Colonia hasta 1998. En total, 49 equipos han ido y venido desde el inicio de la liga. La Bundesliga celebró su 40.º aniversario el 24 de agosto de 2004 con un partido entre "El Dinosaurio", como el club ha sido cariñosamente apodado debido a su vejez, y el Bayern de Múnich, el lado más exitoso de la liga.
En agosto de 1963, el HSV derrotó al Borussia Dortmund por 3-0 en el Niedersachsenstadion de Hanover para ganar la primera DFB-Pokal del club. En el mismo mes, el club jugó su primer partido de la Bundesliga, empatando 1-1 contra el Preußen Münster. El equipo terminó la primera temporada de la Bundesliga en sexto lugar, con Uwe Seeler anotando 30 goles para asegurar el Torjägerkanone —máximo goleador—. También fue nombrado Futbolista del Año por segunda vez. Al haber ganado la DFB-Pokal el HSV pudo jugar en la Recopa de Europa 1963-64, donde llegó a los cuartos de final, cayendo ante el Lyon.
En 1967, el HSV volvió a alcanzar la final de la DFB-Pokal donde fueron derrotados 4-0 por el Bayern Múnich. Sin embargo, clasificaron para la Recopa de Europa de la siguiente temporada, donde perdieron ante el A.C. Milan en la final.
En 1970, Seeler fue nombrado Futbolista del Año por tercera vez. Se retiró al final de la temporada 1971-72 frente a 72 000 aficionados en el Volksparkstadion. Terminó su carrera con 137 goles de 239 partidos de la Bundesliga y 507 goles en 587 apariciones en todas las competiciones. En la misma temporada, el HSV jugó en la Copa de la UEFA por primera vez, pero fue eliminado en la primera ronda por el equipo escocés St. Johnstone.

### Los años dorados
En 1973, el Hamburgo ganó la primera edición de la DFB-Ligapokal, superando al Borussia Mönchengladbach por 4-0 en la final. Un año más tarde, llegaron a la final de la DFB-Pokal, donde fueron derrotados por el Eintracht Frankfurt. En 1976, el HSV llegó a otra final de la DFB-Pokal, superando al Kaiserslautern por 2-0 para ganar el trofeo por segunda vez en la historia del club. Al año siguiente, el club logró su primer éxito internacional con una victoria por 2-0 sobre el Anderlecht en la final de la Recopa de Europa 1976-77. El club entonces firmó a la superestrella inglesa Kevin Keegan del campeón europeo Liverpool. Después de pasar gran parte de la década anterior en la mitad de la tabla, el Hamburgo había logrado su mejor posición en la Bundesliga en 1974-75 al terminar cuarto. Esto fue mejorado en 1975-76 con un segundo lugar. La primera temporada de Keegan en el club fue decepcionante con un décimo lugar en liga, sin embargo, el jugador fue nombrado futbolista europeo del año.
En 1978, Branko Zebec fue nombrado entrenador de HSV. El yugoslavo llevó al club a su primer título de la Bundesliga en su primera temporada a cargo. Keegan fue el máximo anotador para el die Rothosen y fue galardonado con el Ballon d'Or por segundo año consecutivo.

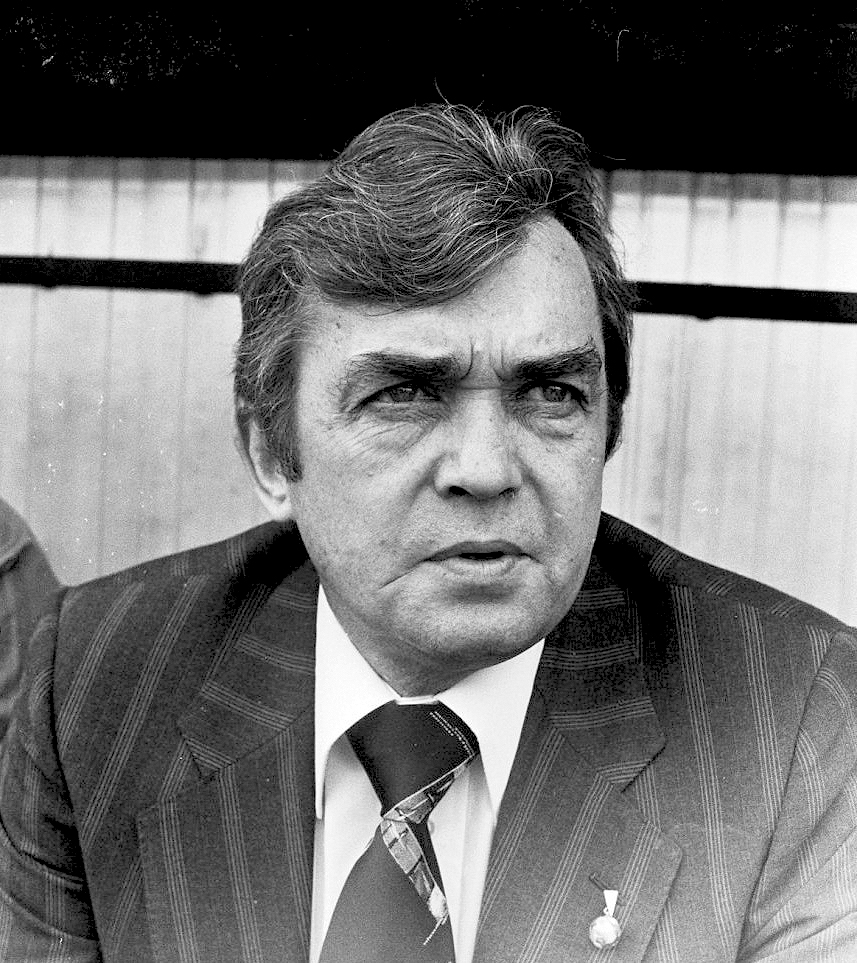
Ernst Happel, el mánager más exitoso del club, ganó la Copa de Europa en 1983, la Bundesliga en 1982 y 1983, y la DFB-Pokal en 1987.

En la temporada 1979-80, el Hamburgo regresó a la Copa de Europa por primera vez desde 1960-61. Como sucedió hace 19 años, el club enfrentó a un equipo español en semifinales. Después de perder por 2-0 en el Santiago Bernabéu, el HSV venció al Real Madrid 5-1 en el Volksparkstadion para clasificarse a la final. El Hamburgo regresó a Madrid para jugar contra el Nottingham Forest en la final, donde fueron derrotados por 1-0. En la Bundesliga, el equipo no logró defender su título por dos puntos, terminando en segundo lugar detrás del campeón Bayern de Múnich.
En diciembre de 1980, el HSV despidió a Zebec, quien había estado luchando con un problema de alcoholismo. Su ayudante, Aleksandar Ristic, fue nombrado mánager interino para el resto de la temporada y obtuvo un merecido segundo puesto en la Bundesliga.
En 1981, el entrenador austriaco Ernst Happel fue nombrado mánager sustituyendo a Zebec. En su primera temporada, su equipo recuperó el título de la Bundesliga y llegó a la final de la Copa de la UEFA, donde perdió 4-0 en el marcador global ante el IFK Göteborg de Suecia.
Entre el 16 de enero de 1982 y el 29 de enero de 1983, el Hamburgo quedó invicto en la Bundesliga. La racha se extendió a través de 36 partidos y se mantuvo este récord en la Bundesliga hasta noviembre de 2013, cuando fue roto por el Bayern de Múnich.
Una tercera Meisterschale —trofeo de la liga alemana— fue conseguida al final de la temporada 1982-83, defendiendo su título contra los rivales alemanes el Werder Bremen por diferencia de gol. El mismo año, el HSV registró su mayor éxito jamás conseguido, derrotando a la Juventus por 1-0 en Atenas para ganar la primera Copa de Europa del club. Ese mismo año fue elegido por la revista World Soccer Magazine como el mejor equipo del mundo.
En diciembre de 1983, el Hamburgo viajó a Tokio donde se enfrentaron al campeón sudamericano Grêmio en la Copa Intercontinental. El club brasileño se llevó el trofeo con un gol a los 93 minutos. De regreso a casa, perdieron la liga contra el VfB Stuttgart por diferencia de gol.
Las temporadas 1984-85 y 1985-86 fueron decepcionantes para el HSV con el club terminando quinto y séptimo, respectivamente. En 1986, el legendario mediocampista Felix Magath, que había jugado para el club durante diez años y había marcado el gol de la victoria en la final de la Copa de Europa de 1983, se retiró del fútbol profesional.
En 1986-87, el Hamburgo terminó segundo en la Bundesliga y ganó su cuarta DFB-Pokal, superando al Stuttgarter Kickers por 3-1 en la final en el Olympiastadion de Berlín Occidental. Después de este éxito, Ernst Happel dejó el club para volver a Austria. Él sigue siendo el entrenador más exitoso de HSV con dos títulos de la Bundesliga, una DFB-Pokal y una Copa de Europa.

### De los años 1990 en adelante
A principios de los 1990, el Hamburgo se encontró en problemas financieros. La venta de Thomas Doll al Lazio por una cifra récord de 16 millones de Deutsche Marks en junio de 1991 se asegura la supervivencia del club. En el campo, mientras tanto, el equipo estaba en declive. Después de un quinto lugar en 1990-91, el equipo terminó en la mitad inferior de la Bundesliga en cuatro temporadas consecutivas.
En octubre de 1995, Felix Magath regresó al equipo para convertirse en entrenador del club. Al mes siguiente, Uwe Seeler también regresó como presidente del club. Bajo el nuevo régimen, el Hamburgo terminó quinto en la Bundesliga, asegurando la clasificación europea por primera vez en seis años. La temporada siguiente, el HSV alcanzó las semifinales de la DFB-Pokal. En mayo de 1997, sin embargo, Magath fue despedido tras una derrota por 4-0 ante el 1. FC Colonia con el equipo un lugar por encima de la zona de descenso. El club finalmente terminó en el puesto 13.º con el entrenador del equipo reserva Ralf Schehr.
En 1997, el Hamburgo nombró a Frank Pagelsdorf, entrenaría al equipo por más de cuatro años, haciéndose el mánager con más permanencia desde Ernst Happel. El noveno lugar en 1997-98 fue seguido por el séptimo en 1998-99 y el tercero en 1999-2000, el mejor desempeño del equipo desde 1986-87.
El 2 de septiembre de 2000, el nuevo Volksparkstadion fue inaugurado oficialmente, ya que la selección nacional disputó su primera eliminatoria de la Copa Mundial de la FIFA 2002 ante Grecia.
En 2000-01, el equipo participó en la UEFA Champions League por primera vez desde la expansión de la competición de la vieja Copa de Europa. Su primer partido fue un extraordinario empate 4-4 contra la Juventus, con Anthony Yeboah anotando el primer gol del club en la Liga de Campeones. Aunque el Hamburgo no pudo clasificarse para la segunda ronda, lograron una histórica victoria por 3-1 sobre la Juventus en el partido de vuelta en el Stadio delle Alpi.
En julio de 2003, el HSV ganó su primer trofeo en 16 años con una victoria por 4-2 ante el Borussia Dortmund en la DFB-Ligapokal.
En agosto de 2004, el equipo fue eliminado en las primeras rondas de la DFB-Pokal por el SC Paderborn equipo de la liga regional. El partido se convirtió en uno de los más infames en la reciente historia del fútbol cuando se descubrió que el árbitro Robert Hoyzer había aceptado dinero de un sindicato croata de juegos de azar para arreglar el partido, lo hizo, concediendo dos penaltis al Paderborn y expulsando al jugador del HSV, Émile Mpenza. Se convirtió en el mayor escándalo en el fútbol alemán en más de 30 años, y fue una vergüenza para el país, ya que se preparaba para ser sede de la Copa Mundial de 2006.
Otro tercer puesto en 2005-06 vio al Hamburgo clasificarse para la Liga de Campeones por segunda vez. Terminaron en el fondo del Grupo G con solo una victoria contra el CSKA Moscú ruso. En la liga, el equipo estaba en el 17.º lugar en invierno, solo ganando un partido durante toda la temporada, lo que llevó al despido del entrenador Thomas Doll. Con el nuevo entrenador Huub Stevens, el HSV se retiró de la zona de descenso y se clasificó para la Copa de la UEFA con un séptimo lugar y la victoria en la Copa Intertoto de la UEFA. La temporada siguiente, Stevens llevó al equipo al cuarto lugar en la Bundesliga antes de salir para tomar el relevo al campeón neerlandés PSV en Eindhoven. Fue sustituido por Martin Jol, que llevó al equipo a las semifinales tanto de la Copa de la UEFA 2008-09 como de la DFB-Pokal 2008-09, donde los "die Rothosen" perdieron ante sus rivales el Werder Bremen. En la liga perdieron la clasificación a la Liga de Campeones en el último día de la temporada. En verano de 2009, después de sólo una temporada, Jol partió para convertirse en entrenador del Ajax.
Bajo el nuevo entrenador Bruno Labbadia, el equipo alcanzó las semifinales de la Copa de la UEFA (ahora rebautizada UEFA Europa League) por segunda temporada consecutiva. Sin embargo, una derrota en el partido de ida contra el Fulham días después del despido de Labbadia negó el club la oportunidad de jugar la final, que se celebró en su estadio local.

### Período oscuro: primer descenso
El 13 de octubre de 2011, Thorsten Fink fue nombrado entrenador con el equipo en la zona de descenso después de perder seis de sus ocho partidos inaugurales. En los primeros nueve partidos del HSV bajo el mandato de Fink estaban invictos, entrando en el paro de invierno en el puesto 13.º. El equipo acabó 15.º, evitando un primer descenso por cinco puntos. Para conmemorar el 125.º aniversario de la institución, la Liga Total Cup se disputará íntegramente en su estadio. En 2012-13, el HSV registró un mejor resultado en el séptimo lugar, en gran parte debido a la capacidad de Heung-Min Son de marcar goles cruciales. Durante la temporada, sin embargo, el equipo igualó la peor derrota del club en la Bundesliga, perdiendo 9-2 en el Allianz Arena ante el Bayern de Múnich.
Fink fue sustituido el 25 de septiembre de 2013 por Bert van Marwijk, que en la misma temporada fue reemplazado por Mirko Slomka el 17 de febrero de 2014. Bajo Slomka, el club evitó estrechamente su primer descenso de la Bundesliga en mayo de 2014 al derrotar al Greuther Fürth en un play-off.
Durante la temporada 2014-15 el Hamburgo realizó hasta ese entonces la peor campaña de su historia, acabando en la 16.ª posición de la Bundesliga con 17 derrotas, 8 empates y sólo 9 victorias, teniendo que jugar la promoción ante el Karlsruher SC para permanecer en la élite. En el partido de ida en Hamburgo, igualaron 1-1 por lo que todo se definió en el partido de vuelta. El Karlsruher que hacía de local se puso en ventaja con un gol a 12 minutos del final por lo que el Hamburgo estaba muy cerca de consumar su caída por primera vez en su historia, sin embargo, en el último minuto de partido, el jugador chileno Marcelo Díaz marcó un increíble gol de tiro libre llevando el partido al tiempo extra y salvando al Hamburgo. Ya en el segundo tiempo extra Nicolai Müller marcaría el 2-1 del Hamburgo sellando la victoria y el júbilo entre los jugadores y cuerpo técnico. Sin embargo, el verdadero héroe fue el portero René Adler, que atajó un penalti del conjunto local en el último minuto de la prórroga. Con el resultado final, el Hamburgo conservaba una temporada más su récord de más presencias en la primera división.
El 12 de mayo de 2018 se encontraba penúltimo a 2 puntos del Wolfsburgo, que estaba en zona de promoción. Hamburgo necesitaba ganar y que Wolfsburgo pierda su partido ante Colonia. Pero no fue así, el Wolfsburgo goleó 4-1 al Colonia, y pese a la victoria 2-1 del Hamburgo ante el Gladbach, sus números en la temporada 2017-18 fueron de 19 derrotas, 7 empates y 8 victorias para un total de 31 puntos en 34 partidos disputados por lo que descendieron por primera vez en su historia y el mítico reloj del Volksparkstadion que acumulaba los años, meses, días, minutos, y segundos que tenía el club en sus 54 temporadas seguidas en primera división se detuvo para siempre, siendo eliminado de forma defintiva del estadio en 2019.

### Nueva era: Estancia en segunda
Tras el descenso a segunda por primera vez, el equipo se reconstruyó para volver al año siguiente a la Bundesliga. Se les fueron piezas importantes como Nicolai Müller, Alen Halilovic, Filip Kostić o Bobby Wood (Estos dos últimos cedidos) pero pudieron cubrir sus bajas con jugadores como el español Jairo Samperio, el suizo Léo Lacroix o el Surcoreano Hwang Hee-Chan.
El estreno no fue el esperado ya que perdieron por 0-3 ante el Holstein Kiel, pero a partir del estreno empezaron las victorias del equipo ganándole a equipos como el S.V. Sandhausen y el histórico Arminia Bielefeld hasta la fecha estaban en 3 posición a la espera de jugar contra el Dresde, el partido se aplazó.
El 22 de octubre de 2018, el entrenador del primer equipo Christian Titz fue cesado debido a los malos resultados ocupando un puesto en la tabla en la que no le correspondía haciendo malos partidos destacando una derrota abultada ante el SSV Jahn Ratisbona por un contundente 0-5. Desde ese partido en casa Titz estaba observado bajo lupa, el equipo no levantó cabeza y el empate ante el Bochum fuera de casa fue el punto final a la etapa del entrenador germano en equipo hanseático. Le sustituyó el joven entrenador Hannes Wolf ex del Borussia Dortmund y Stuttgart entre otros, tras ese partido llega una de las mejores rachas del equipo que le colocan como líder, haciendo que varios jugadores sean vigilados por grandes equipos del Viejo Continente.
Hasta la fecha de Navidad acabaron como campeón de invierno por delante del F. C. Colonia con un punto de ventaja y teniendo más cerca el sueño de volver a la Bundesliga. El equipo llega a esas fechas en un gran momento de forma a pesar de las numerosas lesiones de gravedad.
La segunda parte de la temporada no fue la deseada por todos, pese a seguir líderes perdían la ventaja de puntos que tenía con el segundo clasificado. A falta de cuatro jornadas para que acabe la temporada el Hamburgo sale de los puestos de ascenso directo tras haber perdido contra el 1. FC Union Berlin fuera de casa y siendo un partido importante contra un rival directo, a la jornada siguiente también sale del puesto que da opción a jugar la promoción de descenso tras perder en casa ante el FC Ingolstadt 04 por un contundente 0-3 dejando casi imposible la opción de volver a la Bundesliga. El sueño acabó el 12 de mayo en Paderborn tras haber perdido por 4-1, eso hizo que los locales volvieran a jugar en la élite alemana y el HSV no lo hiciera.

## Simbología

### Escudo

Escudo del club hanseático.

El origen del escudo del club procede de la gran tradición marinera de la ciudad. El logo es un rombo blanco y negro, los colores que utilizaban los dos clubes que se unieron para crear el HSV, sobre un fondo azul. El rombo se inspira en una bandera denominada Blauer Peter, que era izada por los barcos cuando estaban listos para zarpar con el fin de avisar a los pasajeros. Su creador fue Otto Sommer, quien jugó en la cantera del HSV.
Los colores azul y negro eran los que vestían los jugadores del SC Germania, uno de los equipos con los que se fusionó el equipo para crear el HSV.

### Himno oficial y otros cánticos
El himno oficial del Hamburgo S. V., es conocido como HSV Forever (en castellano Siempre HSV) y (en alemán Nur der HSV, con relación al lema del club), fue escrito y compuesto por el músico de pop y rock germano-estadounidense David Hanselmann en el año 1994. Es la canción oficial que utiliza el club para los partidos disputados en el Volksparkstadion y que a día de hoy sigue siendo emitido de manera vigente.
Algunos de los cánticos populares entre la afición del Hamburgo, se encuentra el Hamburg, meine Perle cantado por Lotto King Karl y Carsten Pape durante el tiempo de calentamiento hasta la temporada 2018/19, otro clásico como ¿Quién será el campeón alemán? HSV!, apareció por primera vez en el año 1979. Otras de las canciones por Lotto King y que son utilizadas por la propia afición son: "Unter der HSV-Bettweiß", "Hamburg Till I Die" (HSV hasta la muerte) o "Kings of the North" (Reyes del Norte). Por último otro de los cánticos más populares es el de Wir sind schlau, wir sind fans vom HSV (en castellano Somos Inteligentes, somos fanáticos del HSV), que fue introducido por la afición a partir de la década de 1980.

## Uniforme
Los colores distintivos del Hamburgo S.V. son el azul, el blanco y el negro, conocido con el sobrenombre de "schwarz-weiss-blau" (negro-blanco-azul en el idioma alemán) por parte de sus aficionados, los cuáles utilizan en sus cánticos cada partido.
La elección de estos colores se deben a los ya utilizados por su equipo antecesor el SC Germania al igual que se utiliza en el escudo oficial del club hanseático. A pesar de ser los colores oficiales del club, el Hamburgo ha utilizado el color rojo en sus pantalones de juego en combinación con el blanco, en honor a los colores utilizados por la bandera de la ciudad de Hamburgo. El color blanco de la camiseta, el color rojo de los pantalones y el color azul de las medias, ha sido la combinación más utilizada por el club, aunque a lo largo de los años hubo diversas modificaciones como a principios de la década de los 70, donde el color principal era el azul o el color rojo en la década de los 80. Desde la temporada 1986-87, el Hamburgo utiliza unas medias de color azul con rayas verticales de color blanco y negro en la parte superior, aunque el diseño ya fue utilizado en los años 60 y en la 1978-79.
El equipo dispone de un uniforme alternativo que ha ido variando de color a lo largo de las décadas. Aunque a ciencia cierta se desconoce cuándo comenzaron a utilizarla, los colores más usados por el club hanseático han sido el negro y el azul, siendo interrumpido por el rojo en las temporadas 1983-84 y 2018-19 y el color fucsia en la temporada 2019-20.
La empresa alemana Adidas ha sido el sponsor que más tiempo ha diseñado las camisetas oficiales del equipo, llegando a establecerse durante dos etapas, la primera desde 1979 a 1995 y la segunda desde 2007 y que sigue vigente a día de hoy. El patrocinador oficial de la camiseta es HanseMerkur, presente desde julio de 2022. Emirates ha sido la compañía que más tiempo ha permanecido en el equipo, en una etapa que duró desde 2006 hasta 2020.
| Histórica | (Ver evolución) | Actual |

## Estadio
El club juega sus partidos como local en el Volksparkstadion, antes conocido como el Imtech Arena entre 2010 y 2015. Construido en el sitio del Volksparkstadion original, inaugurado en 1953, el actual estadio se abrió en 2000, y tiene una capacidad de 57 000 espectadores —aproximadamente 47.000 asientos con otros 10 000 espectadores de pie—. El primer Volksparkstadion ha sido sede de la Copa Mundial de 1974 y la Eurocopa de 1988. El Volksparkstadion es un estadio de categoría uno por la clasificación que otorga la UEFA, que certifica que puede ser sede de la final de la Liga de Europa y de la Liga de Campeones. El estadio fue sede de cuatro partidos de grupo y cuartos de final del pasado Mundial de 2006, auspiciado por Alemania, y fue conocido como Estadio de la Copa Mundial de la FIFA Hamburgo durante el evento, también fue sede de la final de la Liga de Europa 2010.

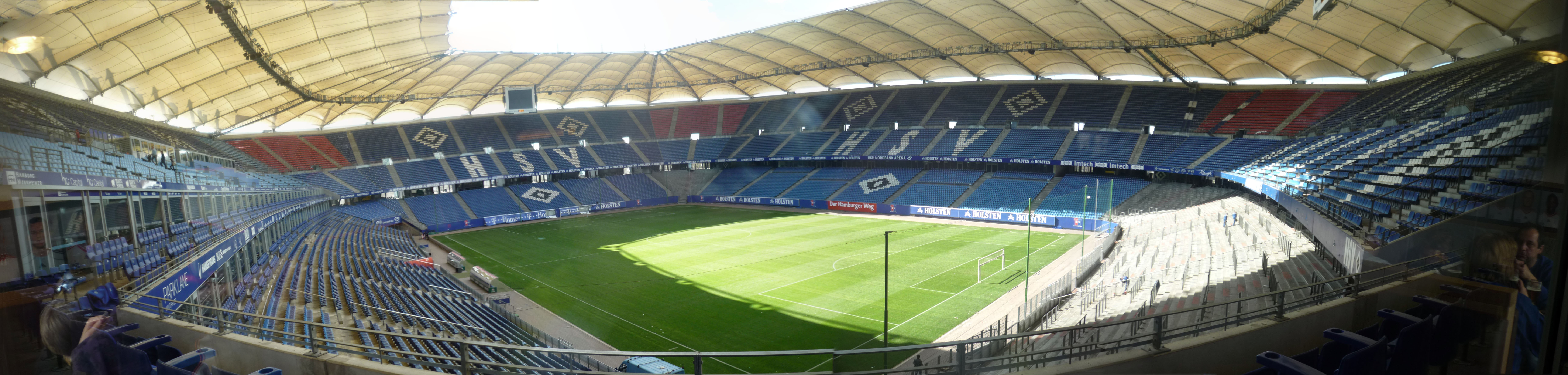
Panorámica del Volksparkstadion.

## Datos del club
|  | Para más detalles, consultar Anexo:Clasificación histórica de la Bundesliga (Alemania) y Trayectoria del Hamburgo S.V. |

- Puesto histórico: 6.º.
- Temporadas en 1. Bundesliga: 54. (1963-2018 2025-act.).
- Temporadas en 2. Bundesliga: 7. (2018-2025).
- Mejor puesto en la liga: 1.º (6 veces).
- Peor puesto en la liga: 17.º (2017-18).
- Mayor goleada a favor:
  - 11-0 vs Rot-Weiss Essen (Copa de Alemania 1980-81).
- Mayor goleada en contra:
  - 8-0 vs Bayern Múnich (1. Bundesliga 2016-17).

### Participación internacional en competiciones UEFA

#### Por competición
Nota: En negrita competiciones activas.
| Competición                                   | Temp. | PJ  | PG  | PE | PP | GF  | GC  | Dif. | Puntos | Títulos | Subtítulos |
| --------------------------------------------- | ----- | --- | --- | -- | -- | --- | --- | ---- | ------ | ------- | ---------- |
| Copa de Europa / Liga de Campeones de la UEFA | 6     | 43  | 19  | 9  | 15 | 72  | 56  | +16  | 66     | 1       | 1          |
| Copa de la UEFA / Liga Europea de la UEFA     | 16    | 124 | 67  | 20 | 37 | 209 | 132 | +77  | 221    | –       | 1          |
| Supercopa de la UEFA                          | 2     | 4   | 0   | 2  | 2  | 1   | 9   | -8   | 2      | –       | 2          |
| Copa Intercontinental                         | 1     | 1   | 0   | 0  | 1  | 1   | 2   | -1   | 0      | –       | 1          |
| Recopa de Europa de la UEFA                   | 5     | 34  | 20  | 7  | 7  | 81  | 39  | +42  | 67     | 1       | 1          |
| Copa Intertoto de la UEFA                     | 5     | 26  | 15  | 7  | 4  | 47  | 22  | +25  | 52     | 2       | 1          |
| Copa de Ferias                                | 2     | 10  | 7   | 0  | 3  | 23  | 14  | +9   | 21     | –       | –          |
| Total                                         | 37    | 242 | 128 | 45 | 69 | 434 | 274 | +160 | 429    | 4       | 7          |

## Palmarés

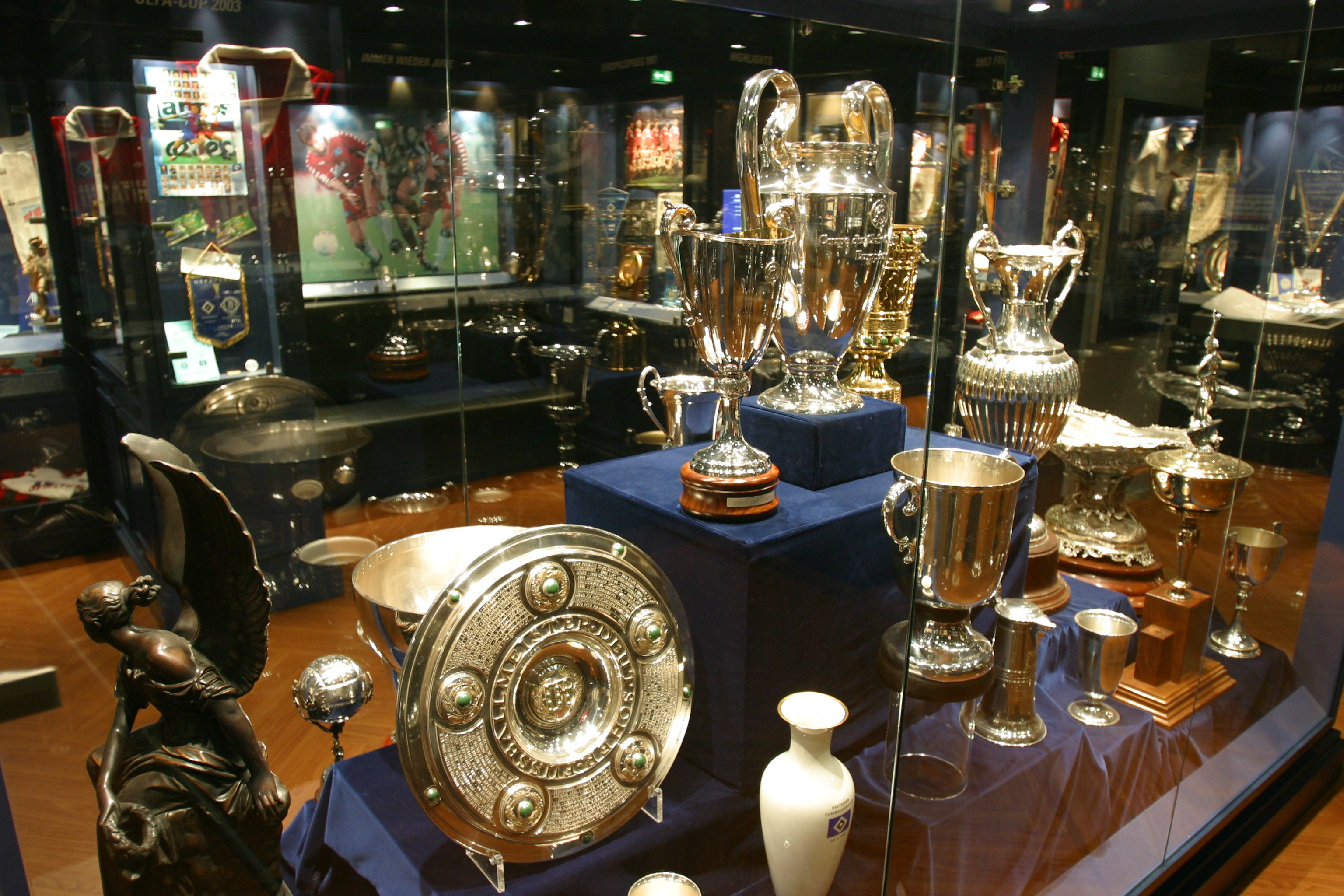
Un trofeo de todas las competiciones que ha ganado en el HSV-Museo.

El Hamburgo tiene el récord en el fútbol alemán de haber ganado más títulos regionales, consiguiendo 33 títulos regionales.
Los tres campeonatos de Bundesliga del Hamburgo dan derecho al club a exhibir una estrella de oro del Verdiente Meistervereine.

### Torneos nacionales (11)
| Competiciones nacionales          | Títulos                                               | Subcampeonatos                                                          |
| --------------------------------- | ----------------------------------------------------- | ----------------------------------------------------------------------- |
| Bundesliga (6/8)                  | 1922-23, 1927-28, 1959-60, 1978-79, 1981-82, 1982-83. | 1923-24, 1956-57, 1957-58, 1975-76, 1979-80, 1980-81, 1983-84, 1986-87. |
| Copa de Alemania (3/3)            | 1962-63, 1975-76, 1986-87.                            | 1955-56, 1966-67, 1973-74.                                              |
| Copa de la Liga de Alemania (2/0) | 1973, 2003.                                           |                                                                         |
| Supercopa de Alemania (0/1)       |                                                       | 1987.                                                                   |
|                                   |                                                       |                                                                         |
| Segunda División (0/1)            |                                                       | 2024-25.                                                                |

### Torneos internacionales (4)
| Competiciones internacionales      | Títulos     | Subcampeonatos |
| ---------------------------------- | ----------- | -------------- |
| Liga de Campeones de la UEFA (1/1) | 1982-83.    | 1979-80.       |
| Copa Intercontinental (0/1)        |             | 1983.          |
| Recopa de Europa de la UEFA (1/1)  | 1976-77.    | 1967-68.       |
| Supercopa de Europa (0/2)          |             | 1977, 1983.    |
| Liga Europa de la UEFA (0/1)       |             | 1981-82.       |
| Copa Intertoto de la UEFA (2/1)    | 2005, 2007. | 1999.          |

### Palmarés oficial (15)
| Títulos oficiales | Nacionales | Nacionales | Nacionales | Nacionales            | Europeos | Europeos | Europeos | Europeos | Europeos | Europeos | Mundiales | Mundiales | Total |
| Títulos oficiales |            |            |            | SuperCopa de Alemania |          |          |          |          |          |          |           |           | Total |
| ----------------- | ---------- | ---------- | ---------- | --------------------- | -------- | -------- | -------- | -------- | -------- | -------- | --------- | --------- | ----- |
| Hamburgo S.V.     | 6          | 3          | 2          | -                     | 1        | -        | -        | -        | 1        | 2        | -         | -         | 15    |
| Hamburgo S.V.     | Vigente    | Vigente    | Extinta    | Vigente               | Vigente  | Vigente  | Vigente  | Vigente  | Extinta  | Extinta  | Vigente   | Extinta   | 15    |

### Torneos regionales (33)
| Competiciones regionales              | Títulos                                                                                            | Subcampeonatos |
| ------------------------------------- | -------------------------------------------------------------------------------------------------- | -------------- |
| Campeonato de Alemania del Norte (10) | 1921, 1922, 1923, 1924, 1925, 1928, 1929, 1931, 1932, 1933. (Récord)                               |                |
| Oberliga Norte (15)                   | 1948, 1949, 1950, 1951, 1952, 1953, 1955, 1956, 1957, 1958, 1959, 1960, 1961, 1962, 1963. (Récord) |                |
| Gauliga Nordmark (4)                  | 1937, 1938, 1939, 1941.                                                                            |                |
| Gauliga Hamburg (1)                   | 1945.                                                                                              |                |
| Stadtliga Hamburg (1)                 | 1946.                                                                                              |                |
| Britische Zonenmeisterschaft (2)      | 1947, 1948. (Récord)                                                                               |                |

### Torneos amistosos (17)
- Hafenpokal Hamburg (4): 1977, 1978, 1979 y 1981.
- Trofeo Ciudad de Zaragoza (1): 1972.
- Pestabola Merdeka (1): 1988.
- Trofeo Santiago Bernabéu (1): 1982.
- Torneo de Cannes (1): 1982.[36]
- Róterdam AD Tournament (1): 1983.[37]
- Copa Emirates (1): 2008.
- Antalya Cup (1): 2010.[38]
- Copa de la Paz (1): 2012.
- Trofeo Ciudad de Palma (1): 2012.
- Dubái Challenge Cup (2): 2007, 2008.
- Telekom Cup (2): 2009, 2015.

## Historia Internacional
La primera participación del Hamburgo en competiciones europeas vino después de que ganaran el campeonato Alemán en 1960 y fueron invitados a formar parte en la Copa de Europa 1960-61. En la primera ronda sus oponentes fueron los Young Boys de Suiza. El Hamburgo ganó los dos encuentros, ganando en suiza 0-5 en el primer partido y después un empate 3-3 en Alemania.
El club llegó a la semifinal de la Copa de Europa en 1961. Posteriormente, ha jugado dos veces la final, perdiendo 1-0 ante el Nottingham Forest en 1980 y derrotando a la Juventus 1-0 en 1983. Con el Borussia Dortmund y el Bayern de Múnich, el HSV es uno de los tres equipos alemanes que han ganado la Copa de Europa. El equipo ganó la Recopa de Europa en 1976-77 y ha sido subcampeón tanto en la competición como en la Copa de la UEFA. Su más reciente campaña europea fue la Copa de la UEFA 2009-10 en la que llegaron a semifinales.
La mayor victoria del HSV en un partido europeo ocurrió el 23 de octubre de 1974, cuando derrotó al equipo rumano, F. C. Brașov, por 8-0 en la ida de los dieciseisavos de final de la Copa de la UEFA. Su mayor derrota fue en el partido de vuelta de la Supercopa de 1977 cuando perdió por 6-0 ante el Liverpool F. C. en Anfield el 6 de diciembre. Manfred Kaltz es el jugador que ha hecho más apariciones para el Hamburgo en Europa con 81 y Horst Hrubesch es su goleador principal con 20 anotaciones.

## Organigrama Deportivo
Jugadores famosos como Franz Beckenbauer estuvieron el club, pero solamente jugó en 28 ocasiones. Uwe Seeler hizo 579 apariciones y marcó 490 goles durante su carrera para el Hamburgo, también jugó 72 partidos para la selección alemana y ganó el premio al futbolista alemán del año tres veces.
| Máximos goleadores | Máximos goleadores   | Máximos goleadores | Más partidos disputados | Más partidos disputados | Más partidos disputados |
| ------------------ | -------------------- | ------------------ | ----------------------- | ----------------------- | ----------------------- |
| 1.                 | Uwe Seeler           | 490 goles          | 1.                      | Manfred Kaltz           | 679 partidos            |
| 2.                 | Horst Hrubesch       | 122 goles          | 2.                      | Uwe Seeler              | 579 partidos            |
| 3.                 | Thomas von Heesen    | 113 goles          | 3.                      | Thomas von Heesen       | 422 partidos            |
| 4.                 | Gert Dörfel          | 94 goles           | 4.                      | Ditmar Jakobs           | 381 partidos            |
| 5.                 | Manfred Kaltz        | 92 goles           | 5.                      | Peter Nogly             | 364 partidos            |
| 6.                 | Sergej Barbarez      | 76 goles           | 6.                      | Harald Spörl            | 363 partidos            |
| 7.                 | Georg Volkert        | 72 goles           | 7.                      | Felix Magath            | 358 partidos            |
| 8.                 | Jimmy Hartwig        | 67 goles           | 8.                      | Caspar Memering         | 351 partidos            |
| 9.                 | Rafael van der Vaart | 66 goles           | 9.                      | David Jarolím           | 342 partidos            |
| 10.                | Franz-Josef Hönig    | 66 goles           | 10.                     | Jürgen Kurbjuhn         | 318 partidos            |

## Entrenadores
| Nombre                   | Desde                    | Hasta                    | Títulos |
| ------------------------ | ------------------------ | ------------------------ | --- |
| Martin Wilke             | 1 de julio de 1963       | 7 de mayo de 1964        | DFB-Pokal 1962–63 – campeón |
| Georg Gawliczek          | 8 de mayo de 1964        | 17 de abril de 1966      | |
| Josef Schneider          | 18 de abril de 1966      | 30 de junio de 1967      | DFB-Pokal 1966–67 – subcampeón |
| Kurt Koch                | 1 de julio de 1967       | 30 de junio de 1968      | Recopa de Europa 1967–68 – subcampeón |
| Georg Knöpfle            | 1 de julio de 1968       | 30 de junio de 1970      | |
| Klaus-Dieter Ochs        | 1 de julio de 1970       | 30 de junio de 1973      | DFB-Ligapokal 1972–73 – campeón |
| Kuno Klötzer             | 1 de julio de 1973       | 30 de junio de 1977      | DFB-Pokal 1973–74 – subcampeón Bundesliga 1975-76 – subcampeón DFB-Pokal 1975–76 – campeón Recopa de Europa 1976-77 – campeón |
| Rudi Gutendorf           | 1 de julio de 1977       | 27 de octubre de 1977    | Supercopa-DFB 1977 – subcampeón |
| Arkoç Özcan              | 28 de octubre de 1977    | 30 de junio de 1978      | Supercopa de Europa 1977 – subcampeón |
| Branko Zebec             | 1 de julio de 1978       | 18 de diciembre de 1980  | Bundesliga 1978–79 – campeón Bundesliga 1979–80 – subcampeón Copa de Europa 1979–80 – subcampeón |
| Aleksandar Ristić        | 19 de diciembre de 1980  | 30 de junio de 1981      | Bundesliga 1980–81 – subcampeón |
| Ernst Happel             | 1 de julio de 1981       | 30 de junio de 1987      | Bundesliga 1981–82 – campeón Copa de la UEFA 1981-82 – subcampeón Bundesliga 1982–83 – campeón Copa de Europa 1982-83 – campeón Copa Intercontinental 1983 – subcampeón Supercopa de Europa 1983 – subcampeón Supercopa-DFB 1983 – subcampeón Bundesliga 1983–84 – subcampeón Bundesliga 1986–87 – subcampeón DFB-Pokal 1986–87 – campeón |
| Josip Skoblar            | 1 de julio de 1987       | 9 de noviembre de 1987   | Supercopa-DFB 1987 – subcampeón |
| Willi Reimann            | 11 de noviembre de 1987  | 4 de enero de 1990       | |
| Gerd-Volker Schock       | 5 de enero de 1990       | 10 de marzo de 1992      | |
| Egon Coordes             | 12 de marzo de 1992      | 21 de septiembre de 1992 | |
| Benno Möhlmann           | 23 de septiembre de 1992 | 5 de octubre de 1995     | |
| Felix Magath             | 6 de octubre de 1995     | 18 de mayo de 1997       | |
| Ralf Schehr*             | 19 de mayo de 1997       | 30 de junio de 1997      | |
| Frank Pagelsdorf         | 1 de julio de 1997       | 17 de septiembre de 2001 | |
| Holger Hieronymus*       | 18 de septiembre de 2001 | 3 de octubre de 2001     | |
| Kurt Jara                | 4 de octubre de 2001     | 22 de octubre de 2003    | 2003 DFB-Ligapokal – campeón |
| Klaus Toppmöller         | 23 de octubre de 2003    | 17 de octubre de 2004    | |
| Thomas Doll              | 18 de octubre de 2004    | 1 de febrero de 2007     | Copa Intertoto 2005 – campeón |
| Huub Stevens             | 2 de febrero de 2007     | 30 de junio de 2008      | Copa Intertoto 2007 – campeón |
| Martin Jol               | 1 de julio de 2008       | 26 de mayo de 2009       | |
| Bruno Labbadia           | 1 de julio de 2009       | 25 de abril de 2010      | |
| Ricardo Moniz*           | 26 de abril de 2010      | 30 de junio de 2010      | |
| Armin Veh                | 1 de julio de 2010       | 13 de marzo de 2011      | |
| Michael Oenning          | 14 de marzo de 2011      | 19 de septiembre de 2011 | |
| Rodolfo Esteban Cardoso* | 19 de septiembre de 2011 | 17 de octubre de 2011    | |
| Frank Arnesen*           | 10 de octubre de 2011    | 16 de octubre de 2011    | |
| Thorsten Fink            | 17 de octubre de 2011    | 16 de septiembre de 2013 | |
| Rodolfo Esteban Cardoso* | 17 de septiembre de 2013 | 24 de septiembre de 2013 | |
| Bert van Marwijk         | 25 de septiembre de 2013 | 16 de febrero de 2014    | |
| Mirko Slomka             | 16 de febrero de 2014    | 15 de septiembre de 2014 | |
| Josef Zinnbauer          | 16 de septiembre de 2014 | 22 de marzo de 2015      | |
| Peter Knäbel             | 22 de marzo de 2015      | 15 de abril de 2015      | |
| Bruno Labbadia           | 15 de abril de 2015      | 25 de septiembre de 2016 | |
| Markus Gisdol            | 25 de septiembre de 2016 | 21 de enero de 2018      | |
| Bernd Hollerbach         | 21 de enero de 2018      | 12 de marzo de 2018      | |
| Christian Titz           | 12 de marzo de 2018      | 23 de octubre de 2018    | |
| Hannes Wolf              | 23 de octubre de 2018    | 29 de mayo de 2019       | |
| Dieter Hecking           | 29 de mayo de 2019       | 30 de junio de 2020      | |
| Daniel Thioune           | 6 de julio de 2020       | 3 de mayo de 2021        | |
| Horst Hrubesch           | 3 de mayo de 2021        | 30 de junio de 2021      | |
| Tim Walter               | 1 de julio de 2021       | 12 de febrero de 2024    | |
| Merlin Polzin*           | 12 de febrero de 2024    | 19 de febrero de 2024    | |
| Steffen Baumgart         | 20 de febrero de 2024    | 24 de noviembre de 2024  | |
| Merlin Polzin            | 25 de noviembre de 2024  | Presente                 | |

* Entrenador interino.

## Categorías inferiores

### Hamburgo S.V. II
Es el equipo de reserva del club de fútbol alemán Hamburgo SV. Hasta 2005, el equipo jugó como Hamburger SV Amateure. El equipo de reserva sirve principalmente como el trampolín final para jóvenes jugadores prometedores antes de ser promovidos al equipo principal. Actualmente juegan en la Regionalliga Nord, en el cuarto nivel del sistema de ligas de alemana.
El equipo jugó en la liga de fútbol más alta en Hamburgo cuando ganó la promoción a la Amateurliga Hamburg en 1955. El equipo fue relegado de la liga en 1959 pero volvió en 1961. Con la introducción de la Bundesliga en 1963 y la Regionalliga como el segundo nivel por debajo de la Amateurliga que cayó al tercer nivel y fue renombrada como Landesliga Hamburgo. El HSV Amateure ganó un segundo lugar en la liga en 1964, pero permaneció un poco indiferente en la Landesliga, finalmente sufriendo otro descenso en 1972.
El equipo volvió a lo que se había convertido en la Verbandsliga Hamburg en 1979, inicialmente continuando su tendencia acabando a mitad de tabla, pero mejorando a partir de 1984. Ganó tres campeonatos de liga en 1986, 1987 y 1989 pero no pudo ganar la promoción a la Oberliga Nord en los primeros dos intentos, sucediendo finalmente en el tercero. El equipo jugó en la Oberliga de 1989 a 1994 como un equipo de media tabla y se clasificó para la nueva Regionalliga Nord en 1994, cuando fue establecida.
El equipo jugó en la Regionalliga hasta el año 2000, cuando un decimosexto lugar lo obligó a bajar a la Schleswig-Holstein por dos temporadas. Un título de liga en 2002 permitió la promoción del club de nuevo a la Regionalliga Nord, donde ha estado jugando desde entonces, con un tercer puesto en 2014-15 como su mejor resultado.
El equipo también ha participado en la DFB-Pokal en cinco ocasiones, cortesía de su rendimiento en la Hamburger Pokal. En cuatro ocasiones, 1974-75, 1981-82, 1996-97 y 1997-98, el equipo fue eliminado en la primera ronda, pero en 1991-92 avanzó a la cuarta ronda antes de perder 1-0 ante el Karlsruher SC.

## Rivalidades y amistades

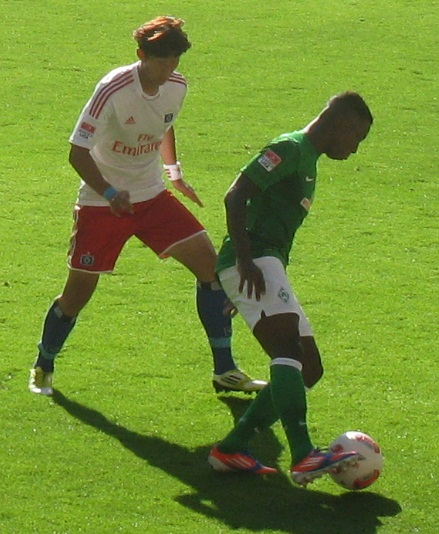
Hamburgo contra sus rivales el Werder Bremen en el Nordderby.

El Hamburgo comparte una rivalidad de ciudad con el F.C. San Pauli, que más que deportiva llegó a ser política. Pero sin lugar a dudas el enfrentamiento de mayor rivalidad para el club hanseático es el S. V. Werder Bremen ya que son los clubes más populares y exitosos del norte de Alemania. Este enfrentamiento es uno de los más antiguos del fútbol alemán y se ha ido acrecentando a través del tiempo. Este enfrentamiento es uno de los más esperados en la temporada de la Bundesliga y se lo conoce con el nombre de «Nordderby» o Derbi del Norte. En la primavera de 2009, el club se enfrentó al Werder cuatro veces en sólo tres semanas, y el Bremen derrotó al HSV en la semifinal de la Copa de la UEFA, así como en la semifinal de la DFB-Pokal. Tiene una rivalidad histórica que lo enfrenta al club Bayern de Múnich. Este es uno de los enfrentamientos deportivos más importantes de Alemania, ya que enfrenta a los clubes más importantes y representativos de la segunda y tercera ciudades más grandes del país tras Berlín. La rivalidad se hizo muy fuerte a finales de la década de los setenta y principios de los ochenta. En lo que al fútbol se refiere son los únicos equipos de Alemania junto con Borussia Dortmund que han conseguido ganar el mayor título europeo de fútbol, la Liga de Campeones de la UEFA y también son los únicos dos equipos que han obtenido el doblete de liga y copa de Europa, en Alemania. El dato curioso es que son los equipos situados geográficamente más al norte y más al sur de la competición Bundesliga, por esto mucha gente conoce este enfrentamiento como el derbi Norte-Sur.
El equipo tiene una amistad con el club escocés Rangers. Los aficionados del HSV despliegan el logo de su club en los partidos europeos de visitante de los Rangers. El vínculo entre Rangers y Hamburgo se remonta a 1977 cuando el Hamburgo Rangers Supporters' Club fue creado por los aficionados del HSV que habían visitado al Rangers partidos antes y se emocionaron por la atmósfera en Ibrox. Los vínculos fueron reforzados cuando el Rangers firmó a Jörg Albertz del Hamburgo. La amistad entre el Celtic F. C. y los rivales de Hamburgo el F.C. San Pauli, sin embargo, no tiene ninguna influencia en esta amistad. El Hamburgo tienen un vínculo de amistad con el Hannover 96 debido a que ambos son conocidos por la abreviatura "HSV". Sus reuniones implican que cantan el HSV en cada extremo del estadio. Además, Hamburgo SV tiene un vínculo de amistad con el Arminia Bielefeld –ambos equipos comparten los mismos colores, lo que resulta en el popular cántico de los aficionados "Schwarz, weiß, blau– Arminia und der HSV" y el HSV ("Negro, blanco, azul - Arminia y el HSV"). Especialmente en la década de 1990, fueron transferidos varios jugadores entre los dos clubes. Como los aficionados del Hannover y Bielefeld también tienen amistad, los tres clubes a veces se hacen llamar la Nordallianz (Alianza del Norte) a pesar de que la ciudad de Bielefeld no está técnicamente situada en el norte de Alemania.

## Otras secciones deportivas
El club tuvo un equipo en la Bundesliga femenina de 2003 a 2012, pero fue relegado a la Regionalliga —Liga Regional— debido a problemas financieros. Otros departamentos del club incluyen bádminton, béisbol, baloncesto, bolos, boxeo, cricket, dardos, hockey, golf, gimnasia, balonmano y ejercicios de rehabilitación cardiopulmonar. Estos departamentos representan aproximadamente el 10 % de los miembros del club. El Hamburgo es uno de los clubes deportivos más grandes de Alemania, con más de 70.000 miembros en todos sus departamentos.

### Hamburgo femenino
La sección femenina del Hamburgo S.V. fue creada en 1970 y jugó en la Bundesliga de forma continua desde la temporada 2003-04 hasta 2011-12. El equipo llegó a la final de la Copa de Alemania en 2002, pero perdió 5-0 ante el 1. FFC Frankfurt, y obtuvo su mejor resultado en la Bundesliga, un cuarto lugar, en la temporada 2010-11. Sin embargo, en 2012 el club anunció su disolución, con su equipo de reserva convirtiéndose en el primer equipo en el 2012-13 de la Regionalliga.

### Otros deportes
El departamento de rugbi fue establecido en 1925 pero dejó la operación en los años 90. Sin embargo, fue restablecido en marzo de 2006. La sección masculina de béisbol del club, el HSV Hamburgo, conocido como los Stealers, se estableció en 1985 y juega en la primera división de la Bundesliga de béisbol. Otros departamentos importantes son voleibol y cricket. Okka Rau clasificó para los Juegos Olímpicos de Pekín de 2008 de voleibol. El HSV Cricket está jugando en la liga de la Federación de Cricket del Norte de Alemania (Norddeutscher Cricket Verband) y ganó varios primeros lugares.